# Christina Egebo
Kicki Christina Egebo Gott, ursprungligen Ulla Christina Egebo, född 24 september 1951 i Vimmerby stadsförsamling i Kalmar län, är en svensk före detta friidrottare (längdhoppare). Hon tävlade för Mölndals AIK.